# Liste de films français sortis en 1957
Listes de films français
- 1953
- 1954
- 1955
- 1956
- 1957
- 1958
- 1959
- 1960
- 1961

Liste non exhaustive de films français sortis en 1957

## 1957
| Titre                                 | Réalisateur                  | Distribution                                             | Genre                | Notes  |
| ------------------------------------- | ---------------------------- | -------------------------------------------------------- | -------------------- | ------ |
| À la Jamaïque                         | André Berthomieu             | Luis Mariano, Paquita Rico Jane Sourza                   | Comédie musicale     |        |
| À pied, à cheval et en voiture        | Maurice Delbez               | Noël-Noël, Darry Cowl Sophie Daumier                     | comédie              |        |
| Action immédiate                      | Maurice Labro                | Henri VidalBarbara Laage                                 | espionnage           |        |
| Adorables Démons                      | Maurice Cloche               | Claudine Dupuis, Rellys Jean Poiret, Michel Serrault     | comédie              |        |
| Ah ! Quelle équipe                    | Roland Quignon               | Sidney Bechet, Louise Carletti Pierre Trabaud, Dora Doll | Comédie Film musical |        |
| Les Alchimistes                       | Édouard Molinaro             | Jean Desailly (voix)                                     | documentaire         | 600 m  |
| Alerte aux Canaries                   | André Roy                    | Célia Cortez, Bruce Kay Howard Vernon                    | espionnage           |        |
| Amère Victoire                        | Nicholas Ray                 | Richard Burton, Curd Jürgens Ruth Roman                  | guerre               |        |
| L'Ami de la famille                   | Jacques Pinoteau             | Darry Cowl, Raymond Bussières Annette Poivre             | comédie              |        |
| Amour de poche                        | Pierre Kast                  | Jean Marais, Geneviève Page                              | Fantastique          |        |
| L'amour descend du ciel               | Maurice Cam                  | Darry Cowl, Dora Doll                                    | comédie              |        |
| L'amour est en jeu                    | Marc Allégret                | Robert Lamoureux, Annie Girardot                         | comédie              |        |
| Assassins et Voleurs                  | Sacha Guitry                 | Michel Serrault, Jean Poiret Magali Noël                 | Comédie              |        |
| L'Auberge en folie                    | Pierre Chevalier             | Rudy Hirigoyen Geneviève Kervine                         | comédie              |        |
| Les Aventures d'Arsène Lupin          | Jacques Becker               | Robert Lamoureux, Liselotte Pulver                       | policier             |        |
| L'Aventurière des Champs-Élysées      | Roger Blanc                  | Georges Rollin, Jean Lara Gamil Ratib                    | policier             |        |
| Le Bel Indifférent                    | Jacques Demy                 | Jeanne Allard, Angelo Bellini                            | court métrage        | 29 min |
| La Blonde des tropiques               | André Roy                    | Milly Mathis, Jean Tissier Paul Demange, Robert Berri    | policier             |        |
| Bonjour jeunesse                      | Maurice Cam                  | Ded Rysel, Yannick Malloire Christian Fourcade           | drame                |        |
| Bonjour la chance                     | Edgar Neville Guy Lefranc    | Cécile Aubry, Antonio Vico Jacqueline Plessis            | comédie              | -      |
| Bonjour Toubib                        | Louis Cuny                   | Noël-Noël Georges Descrières Jacqueline Pierreux         | comédie              |        |
| Bonsoir Paris, bonjour l'amour        | Ralph Baum                   | Dany Robin, Daniel Gélin                                 | comédie romantique   | -      |
| Ça aussi c'est Paris                  | Maurice Cloche               | Jean Poiret, Michel Serrault                             | court métrage        |        |
| Le Cas du docteur Laurent             | Jean-Paul Le Chanois         | Jean Gabin,Nicole Courcel                                | Comédie dramatique   |        |
| Casino de Paris                       | André Hunebelle              | Gilbert Bécaud, Caterina Valente Vittorio De Sica        | Comédie musicale     | -      |
| Ce joli monde                         | Carlo Rim                    | Darry Cowl Yves Deniaud Micheline Dax                    | Comédie              |        |
| Ce sacré Amédée                       | Louis Félix                  | Amédée, Françoise Fabian Jacques Dufilho                 | comédie              |        |
| Celui qui doit mourir                 | Jules Dassin                 | Jean Servais, Melina Mercouri Pierre Vaneck              | drame                | -      |
| Ces dames préfèrent le mambo          | Bernard Borderie             | Eddie Constantine, Lino Ventura Pascale Roberts          | comédie              | -      |
| C'est arrivé à 36 chandelles          | Henri Diamant-Berger         | Guy Bertil,Jane Sourza                                   | comédie              |        |
| C'est une fille de Paname             | Henri Lepage                 | Philippe Lemaire, Danielle Godet                         | drame                |        |
| Charmants Garçons                     | Henri Decoin                 | Zizi Jeanmaire, Daniel Gélin Henri Vidal                 | Comédie musique      |        |
| Le Chômeur de Clochemerle             | Jean Boyer                   | Fernandel, Ginette Leclerc                               | comédie              |        |
| Le Coin tranquille                    | Robert Vernay                | Dany Robin, Louis Velle Marie Daëms                      | comédie              |        |
| Les Collégiennes                      | André Hunebelle              | Marie-Hélène Arnaud, Christine Carère Estella Blain      | comédie dramatique   |        |
| Le colonel est de la revue            | Maurice Labro                | Yves Deniaud, Dora Doll Jean Tissier                     | Comédie              |        |
| Comme un cheveu sur la soupe          | Maurice Regamey              | Louis de Funès, Noëlle Adam                              | comédie              |        |
| La Cravate                            | Alejandro Jodorowsky         | Denise Brossot, Rolande Polya                            | Fantastique          |        |
| La Déroute                            | Ado Kyrou                    | Jean Servais (voix)                                      | documentaire         | 16 min |
| Deuxième Bureau contre inconnu        | Jean Stelli                  | Frank Villard, Barbara Laage                             | policier             |        |
| Django Reinhardt                      | Paul Paviot                  | Yves Montand (voix)                                      | documentaire         | 26 min |
| Donnez-moi ma chance                  | Léonide Moguy                | Michèle Mercier, Nadine Tallier Georges Chamarat         | drame                |        |
| Élisa                                 | Roger Richebé                | Dany Carrel, Serge Reggiani                              |                      |        |
| Escapade                              | Ralph Habib                  | Louis Jourdan, Dany Carrel Roger Hanin                   | aventure             |        |
| Les Espions                           | Henri-Georges Clouzot        | Curd Jürgens, Peter Ustinov Otto-Eduard Hasse            | Drame                | -      |
| Et par ici la sortie                  | Willy Rozier                 | Dominique Wilms, Tony Wright                             | policier             |        |
| L'Étrange Monsieur Steve              | Raymond Bailly               | Philippe Lemaire, Jeanne Moreau Armand Mestral           | policier             |        |
| Les Fanatiques                        | Alex Joffé                   | Pierre Fresnay, Michel Auclair                           | drame                |        |
| Les Femmes de Stermetz                | Louis Grospierre             | -                                                        | court métrage        | 16 min |
| Fernand clochard                      | Pierre Chevalier             | Fernand Raynaud, Magali de Vendeuil Jean-Marc Tennberg   | comédie              |        |
| Le Feu aux poudres                    | Henri Decoin                 | Raymond Pellegrin, Charles Vanel                         | policier             | -      |
| Filous et Compagnie                   | Tony Saytor                  | Sophie Desmarets, Marie Daëms Pierre Destailles          | Comédie              |        |
| Folies-Bergère                        | Henri Decoin                 | Eddie Constantine, Zizi Jeanmaire Yves Robert            | musique              |        |
| Fric-frac en dentelles                | Guillaume Radot              | Peter Van Eyck, Anne Vernon Darry Cowl                   | drame                |        |
| Fumée blonde                          | Robert Vernay André Montoisy | Sophie Desmarets, Darry Cowl Paul Guers                  | comédie              | -      |
| La Garçonne                           | Jacqueline Audry             | Fernand Gravey, Andrée Debar Jean Danet                  | comédie dramatique   |        |
| Le Grand Bluff                        | Patrice Dally                | Eddie Constantine, Dominique Wilms                       | comédie              |        |
| L'Homme à l'imperméable               | Julien Duvivier              | Fernandel, Bernard Blier Jacques Duby                    | comédie policière    | -      |
| L'inspecteur aime la bagarre          | Jean Devaivre                | Paul Meurisse, Nicole Courcel                            | policier             |        |
| L'Irrésistible Catherine              | André Pergament              | Michel Auclair, Marie Daëms                              | comédie              |        |
| Isabelle a peur des hommes            | Jean Gourguet                | Cathia Caro, Michel François                             | drame                |        |
| Je reviendrai à Kandara               | Victor Vicas                 | Daniel Gélin, François Périer                            | drame                |        |
| Jusqu'au dernier                      | Pierre Billon                | Raymond Pellegrin, Jeanne Moreau Paul Meurisse           | thriller             |        |
| La Tour, prends garde !               | Georges Lampin               | Jean Marais Eleonora Rossi Drago                         | cape et épée         | -      |
| Les Lavandières du Portugal           | Pierre Gaspard-Huit          | Jean-Claude Pascal, Anne Vernon                          | comédie              |        |
| Le Corbusier, l'architecte du bonheur | Pierre Kast                  | -                                                        | ducumentaire         | 22 min |
| Lettre de Sibérie                     | Chris Marker                 | Georges Rouquier (voix)                                  | ducumentaire         | 60 min |
| La loi, c'est la loi                  | Christian-Jaque              | Fernandel, Totò                                          | comédie              | -      |
| Les Louves                            | Luis Saslavsky               | François Périer, Micheline Presle Jeanne Moreau          | drame                |        |
| Mademoiselle et son gang              | Jean Boyer                   | Line Renaud, Philippe Nicaud                             | Comédie policière    |        |
| Mademoiselle Strip-tease              | Pierre Foucaud               | Philippe Nicaud, Agnès Laurent                           | comédie romantique   |        |
| Marchands de filles                   | Maurice Cloche               | Georges Marchal, Agnès Laurent                           | drame                |        |
| Méfiez-vous fillettes                 | Yves Allégret                | Antonella Lualdi, Robert Hossein                         | drame policier       |        |
| Miss Catastrophe                      | Dimitri Kirsanoff            | Sophie Desmarets, Philippe Nicaud                        | comédie              |        |
| Mort en fraude                        | Marcel Camus                 | Daniel Gélin, Anne Méchard                               | drame                |        |
| Le Mystère de l'atelier quinze        | André Heinrich Alain Resnais | Yves Peneau, Jean-Pierre Grenier (voix)                  | documentaire         | 18 min |
| Les Mystères de Paris                 | Fernando Cerchio             | Franck Villard, Yvette Lebon Jacques Castelot            | drame                | -      |
| Le Naïf aux quarante enfants          | Philippe Agostini            | Michel Serrault, Jean Poiret                             | comédie              |        |
| Nathalie                              | Christian-Jaque              | Martine Carol, Lise Delamare Philippe Clay               | comédie policière    | -      |
| Niok l'éléphant                       | Edmond Séchan                | -                                                        | aventure             | 29 min |
| Notre-Dame, cathédrale de Paris       | Georges Franju               | Muriel Chaney (voix)                                     | documentaire         | 18 min |
| Nous autres à Champignol              | Jean Bastia                  | Jean Richard, Milly Mathis                               | comédie              |        |
| La Nuit des suspectes                 | Victor Merenda               | Geneviève Kervine, Christine Carère                      | policier             |        |
| Œil pour œil                          | André Cayatte                | Curd Jürgens, Folco Lulli                                | drame                |        |
| Les Œufs de l'autruche                | Denys de La Patellière       | Pierre Fresnay, Simone Renant                            | comédie              |        |
| OSS 117 n'est pas mort                | Jean Sacha                   | Magali Noël, Ivan Desny                                  | espionnage           |        |
| Paris clandestin                      | Walter Kapps                 | Claudine Dupuis, Armand Mestral Danielle Godet           | policier             |        |
| Paris Music Hall                      | Stany Cordier                | Mick Micheyl, Jean Bretonnière                           | musique              |        |
| Pas de grisbi pour Ricardo            | Henri Lepage                 | Dora Doll, Jean Tissier                                  | comédie              |        |
| Patrouille de choc                    | C. Bernard-Aubert            | Alain Bouvette, Jean-Claude Michel                       | guerre               |        |
| La Peau de l'ours                     | Claude Boissol               | Jean Richard, Nicole Courcel Jacques Perrin              | Comédie policière    |        |
| Police judiciaire                     | Maurice de Canonge           | Anne Vernon, Henri Vilbert Robert Manuel                 | policier             |        |
| La Polka des menottes                 | Raoul André                  | Pascale Audret, Mischa Auer                              | policier             |        |
| Porte des Lilas                       | René Clair                   | Pierre Brasseur, Georges Brassens                        | Comédie dramatique   |        |
| Pot-Bouille                           | Julien Duvivier              | Gérard Philipe, Danielle Darrieux                        | drame                |        |
| Printemps à Paris                     | Jean-Claude Roy              | Christine Carrère, Philippe Nicaud                       | comédie              |        |
| Quand la femme s'en mêle              | Yves Allégret                | Edwige Feuillère, Bernard Blier                          | policier             |        |
| Quand le rideau se lève               | Claude Lelouch               |                                                          |                      |        |
| Que les hommes sont bêtes             | Roger Richebé                | François Périer, Dany Carrel                             | comédie              |        |
| Quelle sacrée soirée                  | Robert Vernay                | Jean Bretonnière, Dora Doll Rellys                       | comédie              |        |
| Rendez-vous à Melbourne               | René Lucot                   | François Périer (voix)                                   | documentaire         |        |
| Reproduction interdite                | Gilles Grangier              | Michel Auclair, Paul Frankeur                            | drame                |        |
| Retour de manivelle                   | Denys de La Patellière       | Michèle Morgan, Daniel Gélin Bernard Blier               | policier             | -      |
| La Rivière des 3 jonques              | André Pergament              | Dominique Wilms, Jean Gaven Lise Bourdin                 | aventure             |        |
| La Roue                               | André Haguet Maurice Delbez  | Jean Servais, Pierre Mondy                               | drame                |        |
| Le rouge est mis                      | Gilles Grangier              | Jean Gabin, Paul Frankeur Marcel Bozzuffi                | policier             |        |
| Sait-on jamais...                     | Roger Vadim                  | Françoise Arnoul, Christian Marquand Robert Hossein      | drame policier       | -      |
| La Seine a rencontré Paris            | Joris Ivens                  | Serge Reggiani (voix)                                    | documentaire         | 30 min |
| Sénéchal le magnifique                | Jean Boyer                   | Fernandel, Nadia Gray                                    | comédie              |        |
| Le Septième Commandement              | Raymond Bernard              | Edwige Feuillère, Jacques Dumesnil                       | comédie              |        |
| Les Sorcières de Salem                | Raymond Rouleau              | Simone Signoret, Yves Montand Mylène Demongeot           | drame historique     |        |
| SOS Noronha                           | Georges Rouquier             | Jean Marais, Yves Massard                                | aventure             |        |
| Les Suspects                          | Jean Dréville                | Charles Vanel, Anne Vernon Jacques Morel                 | policier             |        |
| Sylviane de mes nuits                 | Marcel Blistène              | Gisèle Pascal, Franck Villard                            | comédie              |        |
| Tahiti ou la Joie de vivre            | Bernard Borderie             | Georges de Caunes Maea Flohr, Roland Armontel            | comédie              |        |
| Tous peuvent me tuer                  | Henri Decoin                 | Anouk Aimée, François Périer                             | drame                |        |
| Le Triporteur                         | Jacques Pinoteau             | Darry Cowl, Béatrice Altariba Pierre Mondy               | comédie              |        |
| Trois de la marine                    | Maurice de Canonge           | Marcel Merkès, Henri Génès Jean Carmet                   | Comédie musicale     |        |
| Les trois font la paire               | Sacha Guitry Clément Duhour  | Michel Simon, Sophie Desmarets Darry Cowl                | comédie policière    |        |
| Trois marins en bordée                | Émile Couzinet               | Mag Avril, Pierre Stephen Alice Tissot                   | comédie              |        |
| Typhon sur Nagasaki                   | Yves Ciampi                  | Danielle Darrieux, Jean Marais                           | drame                |        |
| Un matin comme les autres             | Yannick Bellon               | Simone Signoret, Yves Montand                            | drame                |        |
| Une gosse sensass                     | Robert Bibal                 | Jean Bretonnière, Geneviève Kervine                      | comédie              |        |
| Une manche et la belle                | Henri Verneuil               | Henri Vidal, Mylène Demongeot Isa Miranda                | policier             |        |
| Une nuit au Moulin Rouge              | Jean-Claude Roy              | Tilda Thamar, Noël Roquevert                             | comédie              |        |
| Une nuit aux Baléares                 | Paul Mesnier                 | Georges Guétary, Claude Bessy                            | comédie              |        |
| Une Parisienne                        | Michel Boisrond              | Brigitte Bardot, Charles Boyer Henri Vidal               | comédie              |        |
| Une ville pas comme les autres        | Claude Lelouch               | -                                                        | documentaire         |        |
| USA en vrac                           | Claude Lelouch               | -                                                        | documentaire         |        |
| Vacances explosives                   | Christian Stengel            | Arletty, Raymond Bussières Marthe Mercadier              | comédie              |        |